# Сатоши Јамагучи (1978)
Сатоши Јамагучи (јап. 山口 智; 17. април 1978) бивши је јапански фудбалер.

## Каријера
Током каријере је играо за ЈЕФ Јунајтед Чиба, Гамба Осака и Кјото Санга.

## Репрезентација
За репрезентацију Јапана дебитовао је 2009. године. За тај тим је одиграо 2 утакмице.

## Статистика
| Јапан  | Јапан   | Јапан  |
| Година | Наступи | Голови |
| ------ | ------- | ------ |
| 2009.  | 2       | 0      |
| Укупно | 2       | 0      |